# Wilhelm Heine
Ne pas confondre avec les peintres Wilhelm-Joseph Heine (1813-1839) et Friedrich-Wilhelm Heine (1845-1921).
Pour les articles homonymes, voir Heine.

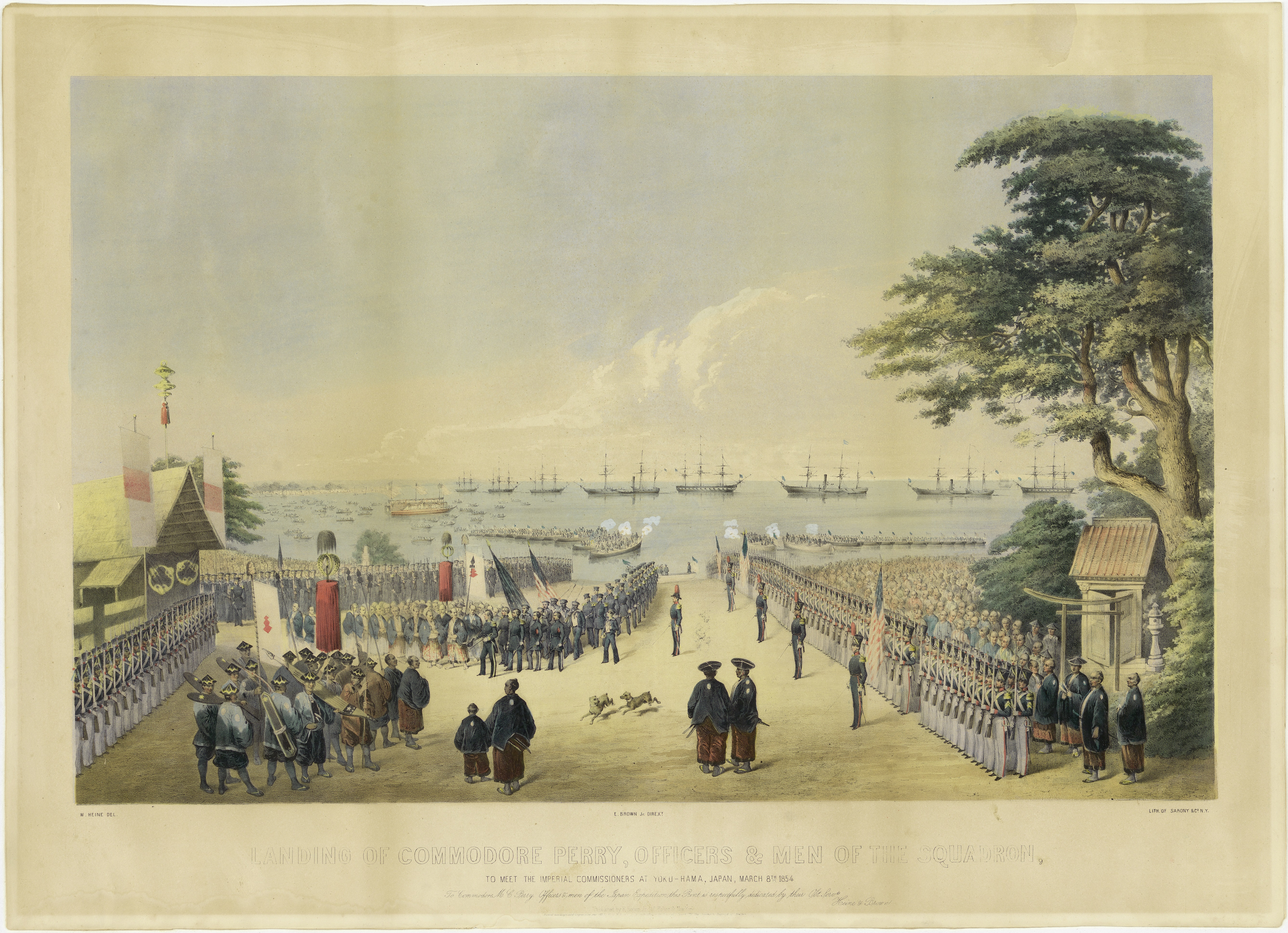
Arrivée du commodore Perry et de son équipage en vue d'une rencontre avec les représentants impériaux à Yokohama (Kanagawa) le 14 juillet 1853. Lithographie de Sarony & Co., 1855, par Wilhelm Heine.

Peter-Bernhard-Wilhelm Heine, né le 30 janvier 1827 à Dresde, et mort le 5 octobre 1885 à Kötzschenbroda, est un peintre paysagiste saxon.

## Biographie
Peter-Bernhard-Wilhelm Heine est né le 30 janvier 1827 à Dresde. Il est élève de l'académie de Dresde. En 1848-1849, il est peintre d'architecture au théâtre de la cour à Dresde. En 1851-1856, il participe comme dessinateur à l'expédition nord-américaine de Commodore Perry au Japon, et en 1859, à l'Expédition Prussienne en Asie. Après la guerre civile américaine en 1861, il devient consul américain à Paris. Ses voyages lui fournissent de nombreux sujets de tableaux et d'esquisses. Il meurt le 5 octobre 1885 à Lössnitz près de Dresde.